# Soufiane Rahimi
Soufiane Rahimi, född 2 juni 1996 i Casablanca, är en marockansk fotbollsspelare.

## Karriär
Soufiane Rahimi inledde sin seniorkarriär i Raja CA år 2017. 2021 flyttade han till Al Ain. Han ingick, som överårig, i det marockanska laget som vid olympiska sommarspelen 2024 i Paris tog brons efter att Marocko besegrat Egypten i bronsmatchen. Rahimi gjorde 8 mål i turneringen vilket var fler än någon annan.